# Nanularia californica
Nanularia californica är en skalbaggsart som först beskrevs av Horn 1875.  Nanularia californica ingår i släktet Nanularia och familjen praktbaggar. Inga underarter finns listade i Catalogue of Life.